# Марселино Менендес Пелајо
Марселино Менендес Пелајо (шп. Marcelino Menéndez Pelayo; Сантандер, 3. новембар 1856 - Сантандер, 19. мај 1912) био је шпански писац, историчар, филозоф и књижевни критичар.

## Биографија
Рођен у Сантандеру 3. новембра 1856. године, био је син Марселина Менендеса Пинтада (шп. Marcelino Menéndez Pintado) и Хесусе Пелајо Еспања (шп. Jesusa Pelayo España). Био је друго од седморо деце. Кренуо је у школу са шест година и убрзо су приметили да је натросечно интелигентан. Са 15 година је почео студије на Филолошком факултету у Барселони где је провео прве две године студија, а студије је затим наставио у Мадриду. Усавршавао се у Португалији, Француској и Италији. Са 21 годину је постао професор књижевности на Универзитету у Мадриду. Био је члан неколико удружења: 1881. године је постао члан Шпанске краљевске академије (шп. Real Academia Española), 1883. Краљевске историјске академије (шп. Real Academia de la Historia), 1891. Краљевске академије за моралне и политичке науке (шп. Real Academia de Ciencias Morales y Políticas) и 1901. Краљевске академије лепих уместности у Сан Фернанду (шп. Real Academia de Bellas Artes de San Fernando). Директор  Националне библиотеке Шпаније (шп. Biblioteca Nacional de España) постао је 1898. године. Имао је невероватно памћење које му је омогућавало да се сети колико је читао и чак на којој страни се налази неки параграф или занимљив одломак. Умро је 19. маја 1912. године у 56. години живота.

## Дело
Полихистор и критичар, али заљубљеник у лепоту, покушао је да својим делима да уметнички смисао, по његовом принципу о идеализацији стварности. Филозофски није припадао ниједној од тада важећих великих школа. За себе је говорио да је „Вивиста” позивајући се на филозофију Хуана Луиса Вивеса (шп. Juan Luis Vives) који је за њега био синоним за слободу мишљења. Вођен снажним патриотским и католичким осећајем, створио је, личним доприносом нацији, прву прецизну слику шпанске културе. За то је проучавао не само изворе на шпанском, већ и шпанску некастиљанску књижевност и њеног латинског претходника, као и дела и писце до тада мало познате. Ова слика, неупитне вредности, била је с друге стране условљена његовим идејама, које су понекад, нарочито у младости, постале конзервативне предрасуде и пристрасности. На пример, његов анимозитет према германском што је за њега било супротно латинско-хришћанском духу. Због свог огромног интелектуалног рада, он се не може сматрати само књижевним критичаром, историчарем филозофије или песником, већ полиграфом заинтересованим за све области хуманистичких наука.
На његова прва библиофрафско-критичка дела утицала је шпанска традиција и њен класични развој. Његови списи укључују историју, филозофију, књижевност и критику. Међу његова најзначајнија дела спадају Историја естетичких идеја, Почеци романа, Антологија лирских шпанских песника, Студије о Лопеовом позоришту, Историја хиспаноамеричке поезије и Историја шпанског хетеродокса. Делом Историја шпанског хетеродокса подиже религиозност која је у основи свих шпанских мисли. Шпански виши савет за научна истраживања (шп. Consejo Superior de Investigaciones Científicas) је 1940. године објавио сва његова дела.

## Списак дела
- Polémicas, indicaciones y proyectos sobre la ciencia española (1876)
  - Полемике, индикације и пројекти о шпанској науци
- Horacio en España (1877)
  - Хорације у Шпанији
- Estudios poéticos (1878)
  - Песничке студије
- Traductores españoles de la Eneida (1879)
  - Шпански преводиоци Енејиде
- Traductores de las Églogas y Geórgicas de Virgilio (1879)
  - Преводиоци Вергилијевих Еклога и Георгика
- Historia de los heterodoxos españoles (1880-1882)
  - Историја шпанског хетеродокса
- Calderón y su teatro (1881)
  - Калдерон и његово позориште
- Dramas de Guillermo Shakespeare, traducción (1881)
  - Драме Гиљерма Шекспира, превод
- Obras completas de Marco Tulio Cicerón, traducción (1881-1884)
  - Комплетна дела Марка Тулија Сисерона, превод
- Historia de las ideas estéticas en España (1883-1889)
  - Историја естетичких идеја у Шпанији
- Estudios de crítica literaria (1884)
  - Студије о књижевној критици
- Obras de Lope de Vega (1890-1902)
  - Дела Лопеа де Веге
- Antología de poetas líricos castellanos desde la formación del idioma hasta nuestros (1890-1908)
  - Антологија кастиљанских лирских песника од настанка језика до данас
- Ensayos de crítica filosófica (1892)
  - Вежбе филозофске критике
- Antología de poetas hispano-americanos (1893-1895)
  - Антологија хиспаноамеричких песника
- Orígenes de la novela (1905-1915)
  - Почеци романа
- Odas, epístolas y tragedias (1906)
  - Оде, епистоле и трагедије
- Historia de la poesía hispano-americana (1911)
  - Историја хиспаноамеричке поезије